# Calephelis azteca
Calephelis azteca är en fjärilsart som beskrevs av Mcalpine 1971. Calephelis azteca ingår i släktet Calephelis och familjen Riodinidae. Inga underarter finns listade i Catalogue of Life.